# Istmo de Chignecto
O istmo de Chignecto (em inglês:  Isthmus of Chignecto, em francês:  Isthme de Chignectou) é um istmo que liga a península da Nova Escócia à restante parte continental da América do Norte, e que limita as províncias marítimas de New Brunswick e Nova Escócia.
O istmo separa as águas da baía de Chignecto, uma sub-bacia da baía de Fundy, das da baía Verte, una sub-bacia do estreito de Northumberland, que é um braço do golfo de São Lourenço. O istmo estende-se desde a sua ponta norte, numa área no vale do rio Petitcodiac perto da cidade de Dieppe, até ao seu ponto mais a sul, numa zona já próxima da cidade de Amherst. No seu ponto mais estreito o istmo mede 24 km de largura. Devido à sua posição estratégica, foi importante cenário de confrontos armados através de grande parte da sua história.

## Geografia
A maioria das terras do istmo tem pouca altitude. Uma grande parte inclui os pântanos de Tantramar, bem como rios sujeitos a marés, planícies de maré, sapais de água doce, pântanos costeiros de água salgada e bosques mistos. Várias colinas proeminentes elevam-se acima das terras baixas e pantanosas circundantes ao longo das margens da baía de Fundy.
Em contraste com a linha de costa da baía de Fundy, a oeste, a costa do estreito de Northumberland, a leste, está em grande parte florestada, com estuários de maré serpenteantes, como o do rio Tidnish, que entram para o interior. O ponto mais estreito na costa de Northumberland está frente à bacia Cumberland, em Baie Verte. Se o nível do mar subisse 12 metros, o istmo ficaria inundado, o que faria efetivamente com que a parte continental da Nova Escócia se convertesse numa ilha.